# Rhododendron rhodanthum
Rhododendron rhodanthum är en ljungväxtart som beskrevs av M.Y. He. Rhododendron rhodanthum ingår i släktet rododendron, och familjen ljungväxter. Inga underarter finns listade i Catalogue of Life.